# Línea 23 (EMT Madrid)

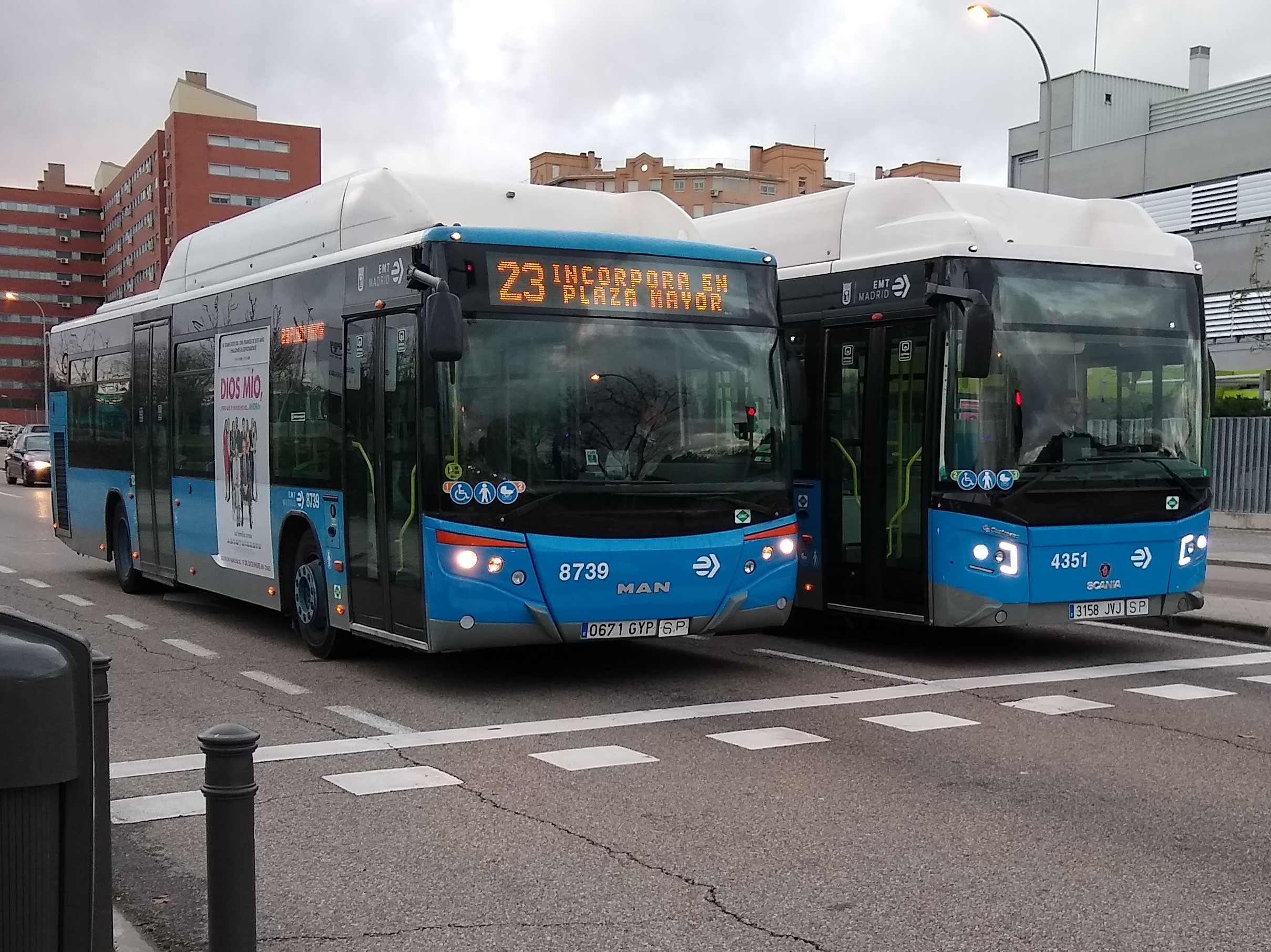
Un autobús de la línea saliendo del depósito

La línea 23 de la EMT de Madrid une la Plaza Mayor con el intercambiador de Villaverde Cruce.

## Historia
La primitiva línea 23 unía Tirso de Molina, Puente Vallecas y Perpetuo Socorro. Fue sustituida por la línea 57.
La actual línea fue puesta en servicio el 21 de junio de 1964. En sus orígenes, la línea circulaba entre la Plaza Mayor y Las Carolinas, sustituyendo en su mayor parte el recorrido de la línea tranviaria 32 entre la Plaza Mayor y la Plaza de Legazpi pasando por la calle Antonio López.
Tras sucesivas prolongaciones de itinerario, esta línea fue ampliada en noviembre de 1972 a la Colonia San Fermín (actualmente barrio), luego en 2001 hasta El Espinillo, y el 17 de septiembre de 2018, hasta el intercambiador de Villaverde-Cruce; según aumentó la población en estos barrios.

## Características
La línea comunica el centro de Madrid con parte del distrito de Arganzuela, los barrios situados en el eje de la calle Antonio López, San Fermín (Usera), El Espinillo (Villaverde), y el intercambiador de Villaverde-Cruce. Es la única línea que presta servicio en casi toda la calle Antonio López.

### Frecuencias
| Lunes a viernes laborables |               |
| De 6:00 a 7:00             | 6-13 minutos  |
| De 7:00 a 20:00            | 6-9 minutos   |
| De 20:00 a 23:00           | 7-14 minutos  |
| Sábados laborables         |               |
| De 6:00 a 11:00            | 8-18 minutos  |
| De 11:00 a 20:00           | 7-10 minutos  |
| De 20:00 a 23:00           | 8-14 minutos  |
| Domingos y festivos        |               |
| De 7:00 a 10:00            | 10-25 minutos |
| De 10:00 a 21:00           | 9-12 minutos  |
| De 21:00 a 23:00           | 9-16 minutos  |

## Recorrido y paradas

### Sentido Villaverde Cruce
La línea inicia su recorrido en la calle Duque de Rivas, cerca de la Plaza Mayor. Desde esta calle gira a la izquierda por la calle Concepción Jerónima y de nuevo a la izquierda para incorporarse a la calle Toledo, que recorre en su totalidad pasando por la Puerta de Toledo.
Al final de esta calle, en la Glorieta de las Pirámides, cruza sobre el río Manzanares hasta llegar a la Glorieta del Marqués de Vadillo, donde toma la salida hacia la calle Antonio López, que recorre en su totalidad.
Llegando al final de la calle de Antonio López, la línea se desvía por la calle González Feito, que recorre entera girando al final a la derecha por el Camino de Perales, que cruza en puente sobre la Avenida de la Paz.
A continuación, la línea gira a la derecha por la calle San Mario, que recorre entera continuando sobre la calle Estafeta, su continuación natural, y después la calle Antequera, prolongación natural de la calle Estafeta, todas ellas dentro del barrio de San Fermín.
Al final de la calle Antequera, llega la línea a la Glorieta de San Martín de la Vega, donde toma la salida a la Avenida de los Rosales en dirección sur, por la que circula hasta franquear la autopista M-40, momento en que gira a la derecha por la Carretera de Villaverde a Vallecas.
Desde esta vía gira a la derecha por la calle Alianza, que recorre hasta la intersección con la Avenida de Orovilla, eje central del barrio El Espinillo, para desembocar de nuevo en la carretera de Villaverde a Vallecas, que toma hasta llegar al intercambiador de Villaverde Cruce.
| Código | Parada                                | Común con       | Conexiones con Metro y Cercanías | Otros |
| ------ | ------------------------------------- | --------------- | -------------------------------- | ----- |
| 912    | PLAZA MAYOR (C/ Duque de Rivas, 3)    | 18              |                                  |       |
| 545    | La Latina                             | 17 18 35 002 M3 | La Latina                        |       |
| 547    | Toledo-Humilladero                    | 17 18 35 60 002 |                                  |       |
| 2589   | Toledo-La Paloma                      | 17 18 35 60 002 | Puerta de Toledo                 |       |
| 594    | Puerta de Toledo                      | 18 35           |                                  |       |
| 914    | Toledo-Pasillo Verde                  | 18 35           |                                  |       |
| 916    | Pirámides                             | 35              | Pirámides                        |       |
| 918    | Marqués de Vadillo                    |                 | Marqués de Vadillo               |       |
| 920    | Antonio López-Inmaculada Concepción   |                 |                                  |       |
| 922    | Puente Praga                          |                 |                                  |       |
| 924    | Antonio López-Mariblanca              |                 |                                  |       |
| 926    | Antonio López-Centro Comercial        |                 |                                  |       |
| 928    | Glorieta de Cádiz                     |                 |                                  |       |
| 930    | Antonio López-Avenida de Córdoba      | 123             |                                  |       |
| 932    | Antonio López-Vado                    | 123             |                                  |       |
| 934    | Antonio López-Socuéllamos             | 123             |                                  |       |
| 936    | González Feito                        | 123             |                                  |       |
| 3192   | González Feito-Antonio López          | 123             |                                  |       |
| 5124   | Camino de Perales-San Mario           | 123             |                                  |       |
| 937    | San Mario                             | 78 123          |                                  |       |
| 939    | Estafeta-Carabelos                    | 78 123          |                                  |       |
| 941    | Estafeta-Navascúes                    | 78 123          |                                  |       |
| 943    | Estafeta-Avenida San Fermín           | 78 123          |                                  |       |
| 2839   | Glorieta San Martín de la Vega        | 78 123          |                                  |       |
| 4865   | Avenida de los Rosales-Silvina        |                 |                                  |       |
| 4867   | Avenida de los Rosales-Rutilo         |                 |                                  |       |
| 5638   | Los Rosales-Tanatorio                 |                 |                                  |       |
| 1800   | Carretera de Vallecas-Avenida Rosales | 130             |                                  |       |
| 1798   | Carretera de Vallecas-Unanimidad      | 130             |                                  |       |
| 3199   | Unanimidad-Alianza                    | 123             |                                  |       |
| 3188   | Consenso-Generosidad                  |                 |                                  |       |
| 3418   | Orovilla-Felicidad                    |                 |                                  |       |
| 3413   | Orovilla-Dulzura                      |                 |                                  |       |
| 3414   | Villafuerte                           |                 |                                  |       |
| 1794   | Carretera de Vallecas-Sáhara          | 123 130         |                                  |       |
| 3880   | VILLAVERDE CRUCE (Intercambiador)     | 18 116          | Villaverde Bajo-Cruce            |       |

### Sentido Plaza Mayor
La línea inicia su recorrido en el intercambiador, por el que sale hacia la Av. de Andalucía para posteriormente girar a la carretera de Villaverde a Vallecas, que toma hasta desviarse por la calle Villafuerte y así llegar a la Avenida de Orovilla, en el centro del barrio El Espinillo. Desde aquí toma la Avenida de la Felicidad hasta la intersección con la calle Unanimidad, donde gira a la derecha incorporándose a la última. Por esta calle llega hasta la Carretera de Villaverde a Vallecas, donde gira a la izquierda para incorporarse a la misma.
A partir de aquí el recorrido es igual a la ida pero en sentido contrario hasta llegar al Camino de Perales, ya que en este sentido no pasa por la calle González Feito, sino que se incorpora directamente a la calle Antonio López.
De nuevo el recorrido es igual a la ida hasta llegar a la cabecera, donde entra a la calle Duque de Rivas a través de la calle Colegiata en vez de Concepción Jerónima.
| Código | Parada                                | Común con    | Conexiones con Metro y Cercanías | Otros |
| ------ | ------------------------------------- | ------------ | -------------------------------- | ----- |
| 3880   | VILLAVERDE CRUCE (Intercambiador)     | 18 116       | Villaverde Bajo-Cruce            |       |
| 1793   | Carretera de Vallecas-Sáhara          | 123 130      |                                  |       |
| 3415   | Villafuerte                           |              |                                  |       |
| 3200   | Orovilla-Dulzura                      | 123          |                                  |       |
| 3197   | Orovilla-Felicidad                    | 123          |                                  |       |
| 4871   | Felicidad-Unanimidad                  | 123          |                                  |       |
| 1797   | Carretera de Vallecas-Unanimidad      | 130          |                                  |       |
| 1799   | Carretera de Vallecas-Avenida Rosales | 130          |                                  |       |
| 5775   | Los Rosales-Tanatorio                 |              |                                  |       |
| 4868   | Avenida de los Rosales-Rutilo         |              |                                  |       |
| 4866   | Avenida de los Rosales-Silvina        |              |                                  |       |
| 945    | Glorieta San Martín de la Vega        | 78 123       |                                  |       |
| 944    | Estafeta-Avenida San Fermín           | 78 123       |                                  |       |
| 942    | Estafeta-Navascúes                    | 78 123       |                                  |       |
| 940    | Estafeta-Carabelos                    | 78 123       |                                  |       |
| 938    | San Mario                             | 78 123       |                                  |       |
| 5125   | Camino de Perales-San Mario           | 123          |                                  |       |
| 946    | Camino de Perales-Aniceto Pérez       | 123          |                                  |       |
| 935    | Antonio López-Socuéllamos             | 123          |                                  |       |
| 933    | Antonio López-Vado                    | 123          |                                  |       |
| 931    | Antonio López-Avenida de Córdoba      | 123          |                                  |       |
| 929    | Glorieta de Cádiz                     |              |                                  |       |
| 927    | Antonio López-Centro Comercial        |              |                                  |       |
| 925    | Antonio López-Mariblanca              |              |                                  |       |
| 923    | Puente Praga                          |              |                                  |       |
| 921    | Antonio López-Inmaculada Concepción   |              |                                  |       |
| 919    | Marqués de Vadillo                    |              | Marqués de Vadillo               |       |
| 917    | Pirámides                             | 18 35        | Pirámides                        |       |
| 4481   | Toledo-Pasillo Verde                  | 18 35        |                                  |       |
| 915    | Toledo-Santa Casilda                  | 18 35        |                                  |       |
| 593    | Puerta de Toledo                      | 17 18 35 41  |                                  |       |
| 4780   | Toledo-La Paloma                      | 17 18 35     | Puerta de Toledo                 |       |
| 548    | Toledo-Humilladero                    | 17 18 35 002 |                                  |       |
| 546    | La Latina                             | 17 18 35 002 | La Latina                        |       |
| 912    | PLAZA MAYOR (C/ Duque de Rivas, 3)    | 18           |                                  |       |